# Asnières-sous-Bois
Asnières-sous-Bois is een gemeente in het Franse departement Yonne (regio Bourgogne-Franche-Comté) en telt 142 inwoners (2004). De plaats maakt deel uit van het arrondissement Avallon.

## Geografie
De oppervlakte van Asnières-sous-Bois bedraagt 17,3 km², de bevolkingsdichtheid is 8,2 inwoners per km².
De onderstaande kaart toont de ligging van Asnières-sous-Bois met de belangrijkste infrastructuur en aangrenzende gemeenten.

## Demografie
Onderstaande figuur toont het verloop van het inwonertal (bron: INSEE-tellingen).